# James Stanley Hey
James Stanley Hey FRS (Nelson, Eastbourne, 3 de maio de 1909 - 27 de fevereiro de 2000) foi um físico inglês e astrônomo. Com a aplicação direcionada da tecnologia de radar para pesquisa astronômica, ele estabeleceu as bases para o desenvolvimento da radioastronomia. Ele descobriu que o Sol irradia ondas de rádio e localizou pela primeira vez uma fonte de rádio extragalática na constelação de Cygnus.

## Reconhecimentos
- Medalha Eddington (1959)
- Membro da Royal Society
- Doutor Honoris causa da Universidade de Kent (1977)
- Asteróide (22473) StanleyHey (1997)[2]